# Hard Rock (Arizona)
Hard Rock es un lugar designado por el censo ubicado en el condado de Navajo en el estado estadounidense de Arizona. En el Censo de 2010 tenía una población de 94 habitantes y una densidad poblacional de 6,13 personas por km².

## Geografía
Hard Rock se encuentra ubicado en las coordenadas 36°1′41″N 110°30′15″O / 36.02806, -110.50417. Según la Oficina del Censo de los Estados Unidos, Hard Rock tiene una superficie total de 15.34 km², de la cual 15.34 km² corresponden a tierra firme y (0%) 0 km² es agua.

## Demografía
Según el censo de 2010, había 94 personas residiendo en Hard Rock. La densidad de población era de 6,13 hab./km². De los 94 habitantes, Hard Rock estaba compuesto por el 1.06% blancos, el 0% eran afroamericanos, el 90.43% eran amerindios, el 3.19% eran asiáticos, el 0% eran isleños del Pacífico, el 0% eran de otras razas y el 5.32% pertenecían a dos o más razas. Del total de la población el 12.77% eran hispanos o latinos de cualquier raza.